# Élections municipales guinéennes de 2018
Les élections municipales guinéennes de 2018 ont lieu le 4 février 2018 en Guinée afin de pourvoir les sièges de conseillers municipaux des 342 mairies du pays, , , .
Les dernières élections locales remontent à 2005 et celles qui devaient se tenir il y a huit ans ont connu plusieurs reports.